# East Midlands Airport

i7
i11
i13
Der Flughafen East Midlands (IATA-Code: EMA, ICAO-Code: EGNX) ist ein ziviler Flughafen in der Grafschaft Leicestershire, England. Er liegt rund 70 Kilometer nordöstlich von Birmingham. Im näheren Umkreis befinden sich die Städte Derby (Entfernung etwa 15 km), Nottingham (Entfernung etwa 20 km) und Leicester (Entfernung etwa 25 km). Die Motorsport-Rennstrecke Donington Park liegt direkt neben dem Flughafen.

## Geschichte
Der Flughafen East Midlands wurde im Januar 1943 als Fliegerhorst RAF Castle Donington in Betrieb genommen und in dieser Funktion bis 1946 genutzt.
Nach der Standortaufgabe durch die Royal Air Force lag das Gelände brach.
Ab Anfang der 1960er Jahre erfolgten Planungen für den Bau eines neuen Verkehrsflughafens in der Region, um den südlich der Stadt Derby gelegenen Flugplatz Burnaston zu entlasten. Der geplante Flughafen erhielt in Hinblick auf sein künftiges Einzugsgebiet den Namen „East Midlands“. Im Jahr 1963 erwarb das East Midlands Airport Joint Committee das brachliegende Gelände. Im Folgejahr begannen die Baumaßnahmen. Im April 1965 wurde der Flughafen durch Prinz Philip, dem Duke of Edinburgh, eröffnet.
Der Flughafen war die Heimatbasis der Fluggesellschaft British Midland Airways (BMA). Diese wandelte vor dem Umzug vom Flugplatz Burnaston ihren Namen Derby Airways um zu British Midland Airways. Ein weiteres auf dem Flughafen East Midlands beheimatetes Unternehmen war die Charterfluggesellschaft Orion Airways. Im Jahr 1970 wurde die Startbahn verlängert und im Jahr 1973 das erste Frachtterminal in Betrieb genommen. Im Jahr 1984 nahm die Frachtfluggesellschaft Elan Air, aus der im Jahr 1989 die DHL Air UK hervorging, ihren Betrieb vor Ort auf.
Der East Midlands Airport wurde im Jahr 1993 als erster Flughafen Großbritanniens privatisiert und von der National Express Group zum Preis von 24,3 Millionen Britischen Pfund erworben. Die National Express Group investierte in den folgenden acht Jahren rund 77 Millionen Britische Pfund in den Ausbau des Flughafens. Im Zuge der Erweiterungen wurden im Jahr 1996 ein neues Passagier- und im Jahr 1997 ein weiteres Frachtterminal eingeweiht. Das Logistikunternehmen DHL eröffnete im Jahr 2000 ein Regionaldrehkreuz am Ort. Die Start- und Landebahn wurde im selben Jahr auf 2893 Meter verlängert. Seit dem Jahr 2001 wird der Flughafen von der Manchester Airport Group betrieben. 
Die Billigfluggesellschaften Ryanair (seit 2004) und Jet2.com (seit 2009) nutzen den Flughafen als Ausgangsbasis. Im Jahr 2002 nahm die inzwischen insolvente Fluggesellschaft bmibaby ihren Betrieb vor Ort auf. Zeitweise wurde der Flughafen auch von Easyjet angeflogen.
Am nordwestlichen Rand des Flughafens befindet sich das 2001 eröffnete Freilichtmuseum East Midlands Aeropark, in dem ältere militärische und zivile Flugzeuge ausgestellt werden.

## Ausstattung
Die Start- und Landebahn ist 2893 Meter lang, in Landerichtung 27 für die Allwetterflugbetriebsstufe CAT II/IIIb sowie in Landerichtung 09 für CAT I zugelassen und ihre Tragfähigkeit ist PCN 78/F/C/W/T.
Der Flughafen ist für den 24-Stunden-Betrieb zugelassen und verfügt über eine Flughafenfeuerwehr mit insgesamt 54 Mitarbeitern. Er ist in die ICAO-Brandschutzkategorie 8 eingeordnet, auf Anfrage kann diese bis auf Kategorie 9 erhöht werden.

## Zwischenfälle
- Am 20. Februar 1969 wurde eine Vickers Viscount 736 der British Midland Airways (Luftfahrzeugkennzeichen G-AODG) auf dem Flughafen East Midlands so hart gelandet, dass das Bugfahrwerk brach und der Rumpf aufriss. Durch diese Landung bei Schneefall wurde das Flugzeug irreparabel beschädigt. Alle 53 Insassen, fünf Besatzungsmitglieder und 48 Passagiere, überlebten.[9]

- Am 31. Januar 1986 verunglückte eine Short 360-100 der irischen Aer Lingus (EI-BEM) im Anflug auf den Flughafen East Midlands. Durch extreme Vereisung kam es zum teilweisen Kontrollverlust, so dass die Maschine 3,5 Kilometer westlich des Flughafens mit zwei Starkstromkabeln kollidierte und in einem kleinen Wald zum Liegen kam. Das Flugzeug wurde irreparabel beschädigt, aber alle 36 Insassen, drei Besatzungsmitglieder und 33 Passagiere, überlebten den Unfall.[10]

- Am 8. Januar 1989 kam es an einer Boeing 737-400 der BMA (G-OBME) auf dem Flug von London-Heathrow nach Belfast zu einem Triebwerksschaden und infolgedessen zum Absturz kurz vor dem Flughafen East Midlands, da das falsche Triebwerk abgestellt worden war. Insgesamt kamen 47 Menschen ums Leben, 79 konnten aus dem Wrack der Maschine gerettet werden, darunter beide Piloten. Ursache war einerseits die Fehlkonstruktion der Turbinenblätter der neuen Triebwerke sowie die mangelhafte Ausbildung und Fehleinschätzung der Piloten (siehe auch British-Midland-Flug 092).[11]